# Amsterdamsche Schaakhuis
Het Amsterdamsche Schaakhuis was een denksportcentrum dat gevestigd was aan de Henri Polaklaan (voorheen: Plantage Franschelaan) 14 in de Plantagebuurt in Amsterdam. Het gebouw werd voornamelijk gebruikt door schaakverenigingen in Amsterdam.

## Geschiedenis
Het gebouw werd in 1878 als woonhuis gebouwd in opdracht van Pieter Goedkoop (1823-1882), een Amsterdamse koopman en reder. In 1917 verhuisde de vrijetijdsvereniging "Samenwerking" naar deze plek. Het pand werd toen gebruikt voor activiteiten, vergaderingen en cursussen. Voor de Joodse gemeenschap was het een ontmoetingsplek. Het gebouw lag midden in de Amsterdamse Jodenbuurt.
In 1936 besloten het Vereenigd Amsterdamsch Schaakgenootschap (VAS) en de Amsterdamsche Schaakclub (ASC) om een schaakhuis te stichten. Daartoe werd de locatie aan de Plantage Franschelaan 14 aangekocht. Op 30 december 1936 werd het Schaakhuis feestelijk geopend door de Amsterdamse wethouder van Onderwijs, Emanuel Boekman. Ook Max Euwe was bij deze plechtigheid aanwezig.
In de jaren na de opening verhuisden diverse schaakverenigingen naar het Schaakhuis. Blijkens een overzicht van het Tijdschrift van den Nederlandschen Schaakbond speelden op 1 juli 1939 naast het VAS en ASC de volgende verenigingen op deze locatie: D.S.T.O. (op maandag), De Nationale Schaakclub (op dinsdag), SV de Raadsheer (op donderdag), S.V. Shell (op vrijdag). Vanaf 11 juni 1940 kwam ook R.K. Schaakclub De Pion; S.V. Utile Dulci volgde niet veel later . V.V.G.A. had in 1946 in het Amsterdamsche Schaakhuis haar clublokaal. Later maakte ook De Rochade en de jeugdschaakvereniging Het Zwarte Veulen gebruik van het Schaakhuis. De locatie werd ook gebruikt door damverenigingen.
Het Schaakhuis diende als locatie voor diverse prestigieuze schaaktoernooien, waaronder enkele edities van het Nederlands kampioenschap schaken, het Wereldschaaktoernooi 1950 en de Internationale schaakzeskamp in 1954.
In 1967 moest het Schaakhuis wegens financiële moeilijkheden sluiten. Het gebouw is daarna nog in gebruik genomen door de Nederlandse Jeugdgemeenschap (NJG) en haar opvolger de Nederlandse Federatie Jeugd en Jongerenwerk (NFJJ). Tegenwoordig heeft het pand weer haar oorspronkelijke woonfunctie.

## Trivia
Het Amsterdamsche Schaakhuis was niet de enige schaakaccommodatie in Amsterdam. Aan de Bilderdijkstraat 130 was tot 1976 het Max Euwe Schaakhuis gevestigd, dat eveneens onderdak bood aan verschillende schaakverenigingen in Amsterdam.